# Amorphinopsis maza
Amorphinopsis maza är en svampdjursart som först beskrevs av de Laubenfels 1954.  Amorphinopsis maza ingår i släktet Amorphinopsis och familjen Halichondriidae. Inga underarter finns listade i Catalogue of Life.